# Sunniva Skoglund
Sunniva Skoglund (4 augustus 1997) is een voetbalspeelster uit Noorwegen. Ze speelt als doelverdediger voor Stabæk IF in de Toppserien.
Sunniva Skoglund maakte al op 16-jarige leeftijd haar debuut voor Urædds FK in de eerste divisie van Noorwegen. Voorafgaande aan het seizoen in 2019 maakte ze de overstap naar  Snøgg waar ze bijna alle wedstrijden van het seizoen zou keepen.
In december 2019 maakte Skogljnd de overstap Stabæk, dat zojuist was gedrageerd van de Toppserien naar de eerste divisie Ze werd de opvolger van de bekende Noorse keepster Ingrid Hjelmseth die stopte met voetballen na het 2019 seizoen. Skoglund was onderdeel van de selectie die terug promoveerde naar de Toppserien. In deze competitie maakte ze haar debuut in mei 2021.

## Statistieken[5]
| Seizoen    | Club          | Land      | Competitie                | Wedstrijden | Doelpunten |
| ---------- | ------------- | --------- | ------------------------- | ----------- | ---------- |
| 2017-2018  | Urædds FK     | Noorwegen | Eerste Divisie            | 13          | 0          |
| 2017       | Nanset (huur) | Noorwegen | Eerste Divisie            | 9           | 0          |
| 2019       | SK Snøgg      | Noorwegen | Eerste Divisie            | 21          | 0          |
| 2020-heden | Stabæk IF     | Noorwegen | Eerste Divisie/Toppserien | 27          | 0          |
| Totaal     | Totaal        | Totaal    | Totaal                    | 70          | 0          |

Laatste update: dec 2023

## Internationaal
Skoglund is als jeugdinternational uitgekomen voor Noorwegen onder 15, onder 16, onder 18, onder 19 en onder 23. In februari 2022 werd Skoglund voor het eerst opgeroepen voor het Noorse nationale team voor de Algarve Cup. In maart 2022 werd ze opgeroepen voor de kwalificatiewedstrijden van Noorwegen voor het WK.
In juli 2022 werd Skoglund opgenomen in de selectie voor het EK 2022. Ze was de jongste speelster in de selectie van Noorwegen.
In oktober 2022 maakte Skoglund haar debuut voor Noorwegen in een vriendschappelijke wedstrijd tegen Brazilië in het Ullevaal Stadion in Oslo.